# Ellen Baker
Ellen Louise Shulman Baker (Fayetteville, 27 aprile 1953) è un'ex astronauta e medico statunitense.